# ألفريدو تينا
ألفريدو تينا (بالإسبانية: Alfredo Tena) (21 نوفمبر 1956 بمدينة مكسيكو في المكسيك - ) هو مدرب كرة قدم ولاعب كرة قدم مكسيكي في مركز الدفاع، شارك في كأس العالم 1978. وشارك مع منتخب المكسيك لكرة القدم. أما مع النوادي، فقد لعب مع نادي أمريكا ونادي تيكوس.

## وصلات خارجية
- ألفريدو تينا على موقع الاتحاد الدولي (مؤرشف)  (الإنجليزية)
- ألفريدو تينا على موقع قاعدة بيانات كرة القدم.إي يو (الإنجليزية)
- ألفريدو تينا على موقع ناشيونال فوتبول تيمز (الإنجليزية)
- ألفريدو تينا على موقع عالم كرة القدم.نت (الإنجليزية)